# Ola Stunes Isene
Ola Stunes Isene (* 29. Januar 1995 in Lier) ist ein norwegischer Leichtathlet, der sich auf den Diskuswurf spezialisiert hat.

## Sportliche Laufbahn
Ola Stunes Isene tritt seit 2011 in Wettkämpfen in den Wurfdisziplinen an. 2012 gewann er jeweils Silber bei den Norwegischen U18-Meisterschaften im Kugelstoßen und im Diskuswurf. bei den nationalen U20-Meisterschaften gewann er zudem die Bronzemedaille im Kugelstoßen. In beiden Disziplinen trat er auch bei den Meisterschaften der Erwachsenen an und konnte jeweils in das Finale einziehen. 2013 gewann er dann jeweils die Goldmedaille mit der Kugel und dem Diskus bei den Norwegischen U20-Meisterschaften. Im Juli nahm er im Diskuswurf an den U20-Europameisterschaften in Rieti teil, ohne dabei das Finale erreichen zu können. 2014 gelang es ihm seinen U20-Meistertitel im Diskuswurf erfolgreich zu verteidigen und zudem die Qualifikation für die U20-Weltmeisterschaften in den USA. Dabei gelang es ihm in das Finale einzuziehen, in dem er mit 61,83 m den fünften Platz belegte.
2015 stellte Isene Ende Juni mit einem Wurf auf 59,97 m persönliche Bestleistung mit dem finalen Wurfgewicht von 2 kg auf. Kurze Zeit darauf trat er bei den U23-Europameisterschaften in Tallinn an und konnte sich dabei für das Finale qualifizieren, in dem ihm dann allerdings kein gültiger Versuch gelang. Ende Juli gewann er die Bronzemedaille bei den Norwegischen Meisterschaften.
2016 gelang Isene im Juni erstmals ein Wurf über die Marke von 60 Meter in einem Wettkampf. Ende Juli wurde er Norwegischer Vizemeister. Das gleiche Ergebnis erzielte er auch ein Jahr später. Mitte Juli trat er in Bydgoszcz erneut bei den U23-Europameisterschaften an. Auch diesmal gelang es ihm in das Finale einzuziehen, das er auf dem elften Platz beendete. In seinem ersten Wettkampf während der Freiluftsaison des Jahres 2018 steigerte er seine Bestweite auf 63,30 m und qualifizierte sich damit auch für die Europameisterschaften in Berlin, bei denen er Anfang August an den Start ging. Bei seiner ersten Teilnahme bei internationalen Meisterschaften im Erwachsenenbereich gelang im auf Anhieb der Einzug in das Finale, das er, wie ein Jahr zuvor die U23-Europameisterschaften, als Elfter beendete. Eine Woche nach den Europameisterschaften wurde Isene erstmals Norwegischer Meister. Seitdem folgten bis 2020 zwei weitere Titel. Nachdem er bereits 2018 dort eine neue Bestleistung aufgestellt hatte, steigerte er sich auch 2019 im portugiesischen Albufeira, diesmal bis auf 67,78 m. Im Laufe des Wettkampfes verbesserte er seine Bestleistung insgesamt viermal und stellte mit der Weite die Weltjahresbestleistung zu jenem Zeitpunkt Mitte April auf. Damit erfüllte er die Voraussetzungen um Ende September bei den Weltmeisterschaften in Doha an den Start gehen zu können. Im Laufes des Jahres bestätigte er mehrfach seine Form durch Würfe in Sphären in der Nähe der Bestleistung. So auch in Doha, wo es ihm gelang in das Finale einzuziehen, das er mit einem Wurf auf 63,67 m auf dem zehnten Platz beendete.
2021 qualifizierte es sich zum ersten Mal für die Olympischen Sommerspiele in Tokio. Nach der Qualifikation gelang es ihm in das Finale einzuziehen. Darin belegte er anschließend allerdings den letzten der insgesamt 12 Finalplätze. 2022 trat er bei den Europameisterschaften in München an. In der Qualifikation kam er allerdings nicht über 60,55 m hinaus und verpasste damit den Finaleinzug.

## Wichtige Wettbewerbe
| Jahr                 | Veranstaltung             | Ort                  | Platz                | Disziplin            | Weite                |
| Startet für Norwegen | Startet für Norwegen      | Startet für Norwegen | Startet für Norwegen | Startet für Norwegen | Startet für Norwegen |
| -------------------- | ------------------------- | -------------------- | -------------------- | -------------------- | -------------------- |
| 2013                 | U20-Europameisterschaften | Rieti                | 7. (Qualifikation)   | Diskuswurf           | 53,88 m              |
| 2014                 | U20-Weltmeisterschaften   | Eugene               | 5.                   | Diskuswurf           | 61,83 min            |
| 2015                 | U23-Europameisterschaften | Tallinn              |                      | Diskuswurf           | o.g.V. (Finale)      |
| 2017                 | U23-Europameisterschaften | Bydgoszcz            | 11.                  | Diskuswurf           | 54,95 m              |
| 2018                 | Europameisterschaften     | Berlin               | 11.                  | Diskuswurf           | 59,56 m              |
| 2019                 | Weltmeisterschaften       | Doha                 | 10.                  | Diskuswurf           | 63,67 m              |
| 2021                 | Olympische Sommerspiele   | Tokio                | 12.                  | Diskuswurf           | 61,18 m              |
| 2022                 | Europameisterschaften     | Berlin               | 16.                  | Diskuswurf           | 60,55 m              |

## Leistungsentwicklung
- 2012: 44,50 m
- 2013: 50,57 m
- 2014: 55,57 m
- 2015: 59,97 m
- 2016: 61,36 m
- 2018: 63,30 m
- 2019: 67,78 m